# Imelda aenetus
Imelda aenetus is een vlindersoort uit de familie van de prachtvlinders (Riodinidae), onderfamilie Riodininae.
Imelda aenetus werd in 1874 beschreven door Hewitson.